# Cottontoppen
Der Cottontoppen ist ein 2170 m hoher Berg in der Heimefrontfjella des ostantarktischen Königin-Maud-Lands. Er ragt in der Tottanfjella auf.
Wissenschaftler des Norwegischen Polarinstituts benannten ihn 1967 nach dem Geodäten John Philip Douglas Cotton (* 1942) vom British Antarctic Survey, der in den antarktischen Wintern der Jahre 1964 und 1965 auf der Halley-Station tätig war.